# جينيفر دوسن
جينيفر دوسن (بالإنجليزية: Jennifer Dawson)‏‏ (24 يناير 1929 - 14 أكتوبر 2000 ) روائية من المملكة المتحدة.